# Operophtera huenei
Operophtera huenei là một loài bướm đêm trong họ Geometridae.